# Ted A’Beckett
Ted A’Beckett, właśc. Edward Lambert A’Beckett (ur. 11 sierpnia 1907 w Melbourne, zm. 2 czerwca 1989 tamże) – australijski krykiecista, z wykształcenia notariusz. Grał także w futbol australijski.
Edward przyszedł na świat 11 sierpnia 1907 roku jako syn Thomasa Archibalda A'Becketta i Ady Mary à Beckett z.d. Lambert, która z zawodu była biolożką i nauczycielką.
Jako krykiecista zagrał w czterech meczach testowych w latach 1928–1931 oraz w 47 meczach pierwszej klasy.

## Literatura
- Ken Piesse, C. Davis: Encyclopedia of Australian Cricket Players. Sydnej: New Holland Publishers, 2012. ISBN 978-1-74257-280-2. Brak numerów stron w książce